# Marina Núñez del Prado
Marina Núñez del Prado Vizcarra (La Paz, Bolivia; 17 de octubre de 1910 - Lima, 9 de septiembre de 1995) fue una escultora boliviana.
Su obra estuvo influenciada por la cultura precolombina y en especial por la cultura aimara. Trabajó materiales como el  granito negro, alabastro, basalto y ónix blanco, así como con diferentes tipos de madera autóctona de Bolivia. Su obra se caracteriza por las figuras pesadas, pero de formas curvas y sensuales, así como las figuras femeninas estilizadas. Es considerada una figura clave en la introducción del modernismo en la escultura latinoamericana durante la primera mitad del siglo XX.

## Biografía
Nacida en el barrio de Caja Agua en La Paz, de ascendencia española, descendiente de Juan Núñez del Prado, la vocación por el arte fue heredada por José  Núñez Del Prado, su bisabuelo, que fue arquitecto graduado por la Escuela de Ingeniería de Bolivia.
Inició los estudios de arte en la Escuela Nacional de Bellas Artes de La Paz en 1927, en un momento en el que Bolivia contrataba a artistas extranjeros para dirigir sus centros artísticos. En 1926 la recién nombrada Academia Nacional de Bellas Artes incorporó a Alejandro Guardia, originario de Italia, y a Henry Sené un profesor belga que ocupó la cátedra de pintura y con el que Marina Núñez tuvo un acercamiento a la escultura clásica dadas las dificultades del profesor con el idioma español, dejando a un lado el estudio de la cultura local. Realizó estudios en el Conservatorio Nacional de Música Se graduó en 1930. Ese mismo año con la incorporación del pintor Cecilio Guzmán de Rojas de la Reza, la academia recuperó el arte autóctono de la que surgió poco después una nueva estética boliviana en la que la escultora tuvo un papel promotor importante. El movimiento artístico se centró en la representación de temas indígenas buscando afianzar los valores de tradiciones locales que, hasta ese momento, no eran valorados en términos culturales y artísticos. El movimiento tuvo un seguimiento desigual. Poco después fue la primera mujer en acceder, mediante concurso, al puesto de docente en la Escuela Nacional de Bellas Artes de La Paz, que impartió clases de Escultura y Anatomía Artística. Su labor como profesora fue esencial para la creación de lo que se llamó la Generación del Chaco, liderada por Cecilio Guzmán Rojas, también conocido como arte indígena. Sobre el ideal de la Generación del Chaco la escultora manifestó:

Mi anhelo ha sido poder hablar en mi lenguaje escultórico de la excelsitud que atesora Bolivia en materia y en espíritu.  He procurado interpretar el fuerte y milenario mensaje de nuestras montañas y, a fuerza de observación, he tratado de ingresar al socavón de la mina, al alma hermética y antigua del nativo boliviano"

De manera similar, del Prado centró su trabajo en los derechos de los pueblos indígenas y el indigenismo, una ideología política centrada en la relación de la población indígena con el gobierno.[cita requerida]
Dejó su trabajo en la universidad y su ciudad natal La Paz en 1938 para viajar por Perú, Uruguay y Argentina donde pasó dos años, y a otros países fuera de Sudamérica, incluyendo Egipto, partes de Europa y Estados Unidos. Estudió durante ocho años en Nueva York con una beca otorgada en 1940, por la Asociación Americana de Mujeres Universitarias (American Association of University Women, AAUW), beca que obtuvo tras ser rechazada su primera solicitud en 1939. La beca le permitió profundizar en el arte de las artistas estadounidenses, así como en las vanguardias del momento y realizar un intercambio cultural que trasladó a Bolivia.

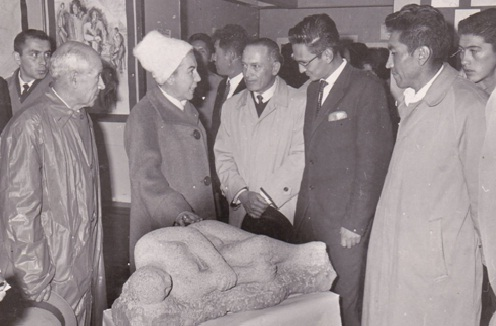
Marina Nuñez en 1963.

Durante su estancia en Nueva York ganó la Medalla de Oro por la exposición Mineros en Rebelión. Esta obra se centró en los trabajadores de la región boliviana de Potosí. Poco después, en 1948, regresó a La Paz, donde continuó realizando trabajos inspirados por los pueblos indígenas de Sudamérica. Posteriormente en 1971 se trasladó al Perú con su esposo Jorge Falcón, escritor peruano, a causa de la silicosis que adquirió por la inhalación del polvo proveniente del granito (sílices). La enfermedad la obligó a adoptar un método diferente para tallar su obra. Permaneció en Perú hasta su fallecimiento el 8 de septiembre de 1995.

## Obra
La temática de su obra se centró en cuestiones de su entorno, en especial en la representación de la mujer campesina aimara, y en el paisaje y la cultura de Bolivia. También formaron parte de su obra la maternidad y la sexualidad, sobre ellas son obras como Madre Índia, (1934) en granito comanche y Abrazo (1950). En sus esculturas se representan culturas ancestrales como la de Tiahuanaco, la cultura y tradición inca.
Durante los ocho años que pasó en Estados Unidos su obra se modernizó y se internacionalizó mostrando la herencia cultural boliviana. Las esculturas en esta época se caracterizaron por sus líneas curvas y el trabajo en granito negro y ónix blanco. Recibió la aceptación de la crítica incluidos la de Eleanor Roosevelt, a quien la artista conoció personalmente durante una de sus exposiciones en Estados Unidos.

### Períodos
Su obra ha sido objeto de crítica internacional y nacional. Raúl Botelho Gozalvez (1961) en  La Escultura Telúrica De Marina Núñez Del Prado, sostiene que su trabajo está marcado por dos características principales: la gracia y la fuerza. La fuerza se ve a través de sus paisajes andinos y su gracia es reconocible en la geometría armoniosa de sus obras. Botelho afirmó que Núñez del Prado tiene un «genio loci» y distingue cuatro períodos en su obra:
- El primer período está caracterizado por emplear en su obras la temática musical en la que se relacionan los ritmos musicales con los plásticos. Hay una preferencia en el empleo de la madera en esculturas bidimenisonales planas.[21]
- El segundo período se caracteriza el acercamiento al tema social, boliviano, la artista se hace eco de los conflictos que afectan a Bolivia. Continúa con un tipo de escultura bidimensional y plana.[21]
- El tercer período se caracteriza por la escultura en piedra tridimensional. También es conocida como el período «maternal» debido a las representaciones de madonas aimaras y otras de mujeres indígenas, su obra se hace más expresiva.[21]
- Por último, el cuarto período es el neo-abstracto que ha sido influenciado por su amistad con artistas como Picasso, Archipenko y Milles y su interés por Brancusi –pionero del arte moderno–, Moore –escultor inglés– y Arpa, todos ellos del abstracismo.[21]

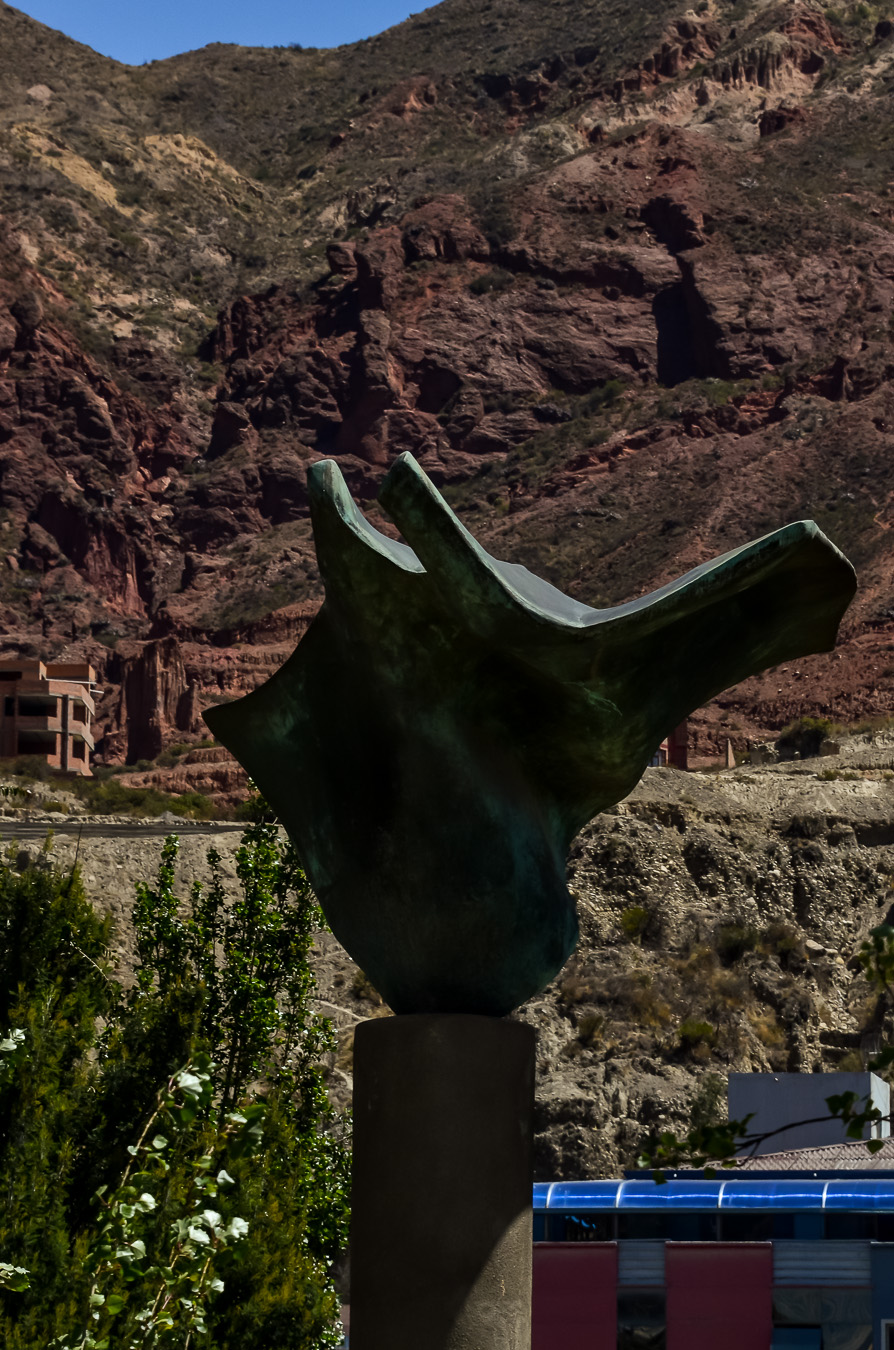
Mujeres al viento, escultura diseñada por Marina Nuñez en la Plaza de la Mujer en Seguencoma, La Paz

### Crítica
Tuvo detractores como Fausto Renalga, cuya tesis fue adoptada por parte del Gobierno de Bolivia, quien le negó apoyo económico en sus inicios.
Héctor Herazo Rojas en Una escultora de América para el mundo. Marina Núñez del Prado (1962), sostiene que sus obras se caracterizan por su fuerza, gracia y monumentalidad. También señala que sus obras giran en torno a la temática de los orígenes ancestrales de su propia raza silenciada durante años; el mito y la tradición estrictamente americana. Las esculturas de figuras indígenas maternas y animales mitológicos son una muestra.
Pedro Querejazu (1995) coincide con Herazo Rojas sobre su carrera temática y sugiere que las esculturas de Núñez del Prado se originaron dentro del movimiento del realismo «nativo». Según él, la obra posterior adoptó una expresión moderna e internacional que alcanzó una etapa, a partir de 1950, inmersa en el abstractismo. Este trabajo posterior se centró en la figura femenina. En esta etapa trabajó con maderas tropicales procedentes de la Amazonía, el bronce y la piedra como el granito, la andesita, el basalto, el ónix y el mármol. Como trabajo previo empleaba el modelado en arcilla a pequeña escala, para luego desarrollar la idea en yeso antes de iniciar el trabajo definitivo.
Otros críticos revisaron su obra, Eduardo Mendoza Varela en Esculturas de Marina Núñez del Prado (1961), hizo un análisis a través de la exposición de esculturas en la biblioteca Luis Ángel Arango, ubicada en el banco de la República de Colombia en Bogotá. Explicó la importancia de su escultura en el arte latinoamericano, y coincidió con Héctor Herazo Rojas en cuanto a la temática centrada en los orígenes y las tradiciones como esencia de su obra. En cuanto al empleo de los materiales y al empleo del espacio en relación con el volumen, sostuvo que su trabajo es «milagroso» y «misterioso». Consideró que las formas resumidas y reducidas de su obra poseen cierta sobriedad y la capacidad de ir más allá de la simple representación física, pero captan el espíritu de la artista.
El crítico Guillermo Nino de Guzmán sobre la serie Mujeres al Viento mencionó el carácter de la obra de Núñez del Prado, así como la fuerza creativa como motor de la producción de la obra de la escultora. Esta energía plasmada en su escultura ha inspirado a poetas como Rafael Alberti, quien ha dedicado unos versos en homenaje a su obra.

### Museos
La obra escultórica de Marina Núñez se encuentra expuesta en diecinueve museos y colecciones a lo largo de todo el mundo. El Hirshhorn Museum (Washington) alberga The Dove –la Paloma– (1958) escultura realizada en ónix.  En el Centro Pompidou (París) se expone Cóndor (1964) escultura realizada en basalto andino. En el Museo Bolivariano Quinta de San Pedro Alejandrino en Santa Marta (Colombia) se exhibe de forma permanente, en el Jardín de las esculturas, otra de las piezas de la escultora, Cóndor, junto a obras de Joaquín de Mier y Benítez y Elma Pignalosa. La colección de Arte Contemporáneo de los Museos Vaticanos cuenta con otra escultura de Marina Núñez expuesta de forma permanente en la Sala 26 de los mismos, dedicada al arte de Sudamérica.
Algunos de los bocetos y dibujos de la artista se muestran en el Museo Nacional de Bellas Artes (Argentina) junto a otros de otros autores como Fernando Renes o Marcel Dzama.
Otros centros que albergan parte de la obra de la escultora son la Galería Nacional de Berlín y el Museo de Arte de Núremberg (Alemania), los museos de Arte de México D.F., Sao Paulo, Brooklin (New York), La Paz, Museo Provincial de Bellas Artes Timoteo Navarro enTucumán o el de Toledo (EE. UU.). La oficina nacional de la AAUW situada en Washington D. C., alberga una escultura de la escultora que con motivo del centenario de la creación de la AAUW; Núñez del Prado donó a la entidad la obra Madre e hijo como gratitud.
El Museo Marina Núñez del Prado situado en Lima (Perú) está regido por la Fundación Núñez del Prado-Falcón desde 1995, una organización creada por la escultora y su esposo Jorge Falcón en 1984 con el fin de preservar la obra de ambos. El museo alberga también parte del legado de Mamerto Sánchez, ceramista del cual la escultora coleccionaba obras. Tiene un fondo de más de mil obras de arte –inventario realizado entre 2009 y 2010–, en su mayoría realizadas por del Prado. En La Paz (Bolivia), fue creada la Casa Museo de Marina Núñez Del Prado en la casa paterna de la escultora. En este museo además de parte de las obras de la escultora de muestran obras realizadas por su hermana Nilda, orfebre y pintora, y algunas obras del padre de ambas.

## Exposiciones y Bienales

### Exposiciones
Ha mostrado su obra en 163 exposiciones a lo largo de países de América como Bolivia, Perú, Argentina, Uruguay, México, los Estados Unidos. En Europa, como en Alemania, Francia, Italia o España. En Asia en países como Japón y Corea ; y en el continente Africano como en Egipto.
- 1930 Primera exposición individual, La Paz, Bolivia (20 de octubre)[7]
- 1934 Cusco, Perú[37]

- 1936 En Buenos Aires, Argentina.[12]
- 1943 MoMA Nueva York, The Latin American Collection The Museum of Modern Art (31 de marzo al 6 de junio).[38][39]
- 1953 Museo Petit Palais, París, Francia.[2]
- 1961 Biblioteca Luis Ángel Arango, banco de la República de Colombia en Bogotá.[40]
- 1988 presentó sus obras en el Parque Mundial de la Escultura, parte del conocido Parque Olímpico de Séul.[20]
- 2009  Marina Núñez del Prado: andina y universal. Galería John Harriman, Lima, Perú. (Póstuma)

### Bienales
- 1951-1957,  Museo de Arte Moderno de Sao Paulo, Brasil.[2]
- 1953, Museo Petit Palais de París, Francia.[2]
- 1968, Museo de Arte Moderno de México.[2]
- 1957-1977, Museo de Bellas Artes de Caracas, Venezuela.[2]
- 1966, Museo Nacional de Arte Moderno de Río de Janeiro, Brasil.[2]
- 1951-55-65  I, III y VIII Bienal de Arte Sao Paulo, Brasil.[2]
- 1951 Bienal Hispanoamericana de Arte, Madrid, España.[2]
- 1952-1956, XXVI y XXXIII Bienal de Venecia, Italia.[2][21]
- 1960, I Bienal Interamericana de Arte de México, México D.F.[2]
- 1977, IX Bienal de Tokio, Japón.[2]
- 1992, Las Palmas de Gran Canaria, Voces de Ultramar  y Madrid, España.[2][41]

## Premios y distinciones
Entre los premios y reconocimientos se encuentran:
- 1930 Medalla de Oro por la mejor exposición de arte en el año, La Paz.[42]
- 1936 Medalla de Oro, Primer Premio Extranjera, en el VI Salón Exposición de Mujeres.[42] Argentinas en Buenos Aires.[43]
- 1938 Medalla de Oro en la Exposición Internacional de Berlín[37]
- 1946 Medalla de Oro en la exhibición de Nueva York por la obra Miners in Revolt, inspirada en los conflictos sociales de los mineros –Masacre de Catavi– en el departamento de Potosí en Bolivia.[42]
- 1951 Primer Premio Escultura, obtenido en la Bienal Hispanoamericana de Arte en Madrid.[44]
- 1954 Condecoración Nacional Cóndor de los Andes, Bolivia.[42]
- 1960 Gran Premio Escultura, concedido en el Tercer Salón Nacional de Arte de Bolivia.[42]
- 1960 Gran Premio Internacional de Escultura de la II Bienal Interamericana de Arte de México.[42]
- 1961 Condecoración Nacional Orden de San Carlos, Colombia.[42]
- 1967 Medalla al Mérito, otorgada por el Ministerio de Cultura de Bolivia.[42]
- 1972 Honoris Causa por la Universidad Mayor de San Andrés, La Paz.[42]
- 1975 Condecoración Prócer Pedro Domingo Murillo, concedida por la Municipalidad de La Paz, Bolivia.[42]
- 1983 Gran Premio Pedro Domingo Murillo, al mérito por toda su obra, La Paz.[42]
- 1983, se crea en su honor la Sala Marina Núñez del Prado en el Museo Nacional de Arte, La Paz.[42]
- 1985 Premio Cultura Manuel Vicente Ballivián.[44]
- 1986 Gran Cruz de la Orden El Sol del Perú, Lima.[42]
- 1986 Medalla Cívica de la ciudad, Municipalidad de Lima.
- 1986 Diploma de Honor por la aportación al campo de la cultura universal, otorgado por la Escuela Nacional de Bellas Artes, Lima.[42]
- 1988 Medalla y Diploma al Mérito por la «contribución al desarrollo de la cultura de nuestros pueblos», otorgado por la Junta del Acuerdo de Cartagena, Lima.[42]
- 1988, se instala en el Parque Mundial de Esculturas en Seúl una escultura de su autoría.[42]
- 1990, Premio Extraordinario de Cultura de Bolivia.[42]
- 1993, se nombra la Plaza de la Mujer con el nombre de Marina Núñez del Prado en La Paz.
- 1993, Escudo de Armas de la Ciudad, Municipalidad de La Paz.[42]
- 1993, condecoración Parlamentaria Bandera de Oro, Cámara de Senadores de Bolivia.[42]
- 1994, el gobierno de Bolivia declaró su obra Tesoro Nacional Artístico y Cultural.[12]
- 2006, el 17 de octubre, fecha de su nacimiento, fue escogido como el Día de las Artes Plásticas en Bolivia.[12]

## Obra escrita
Publicó su autobiografía:  
- 1973, Eternidad en los Andes en 1973, autobiografía en la que analiza su trayectoria profesional y profundiza los temas de su obra.[12]